# Rovnocapnia ambita
Rovnocapnia ambita  (лат.) — ископаемый вид веснянок рода Rovnocapnia из семейства Capniidae. Европа, Украина, эоценовый ровенский янтарь (около 40 млн лет).

## Описание
Мелкие веснянки, длина менее 1 см. От близких родов отличается укороченными многочлениковыми, конусовидными церками. Эпипрокт загнут на спинную сторону брюшка, с треугольной вершиной, тергиты брюшка без выростов. 3-членикове церки укороченные.
Вид Rovnocapnia ambita был впервые описан в 2009 году российским энтомологом Ниной Дмитриевной Синиченковой (Лаборатория артропод, Палеонтологический институт РАН, Москва) вместе с ископаемыми видами Rovnocapnia atra Sinitshenkova, 2009, Palaeoleuctra acuta Sinitshenkova, 2009. Виды Rovnocapnia ambita и Rovnocapnia atra Sinitshenkova, 2009 образуют род Rovnocapnia Sinitshenkova, 2009. Видовое название R. ambita происходит от латинского слова ambita (краевая), а родовое Rovnocapnia — от города Ровно и рода Capnia.